# Enrico Chiesa
Enrico Chiesa (ur. 29 grudnia 1970 w Genui) – włoski piłkarz, który grał na pozycji napastnika. Jest ojcem Federico, piłkarza Liverpoolu.
Chiesa reprezentował barwy Pontedecimo (1986-87), Sampdorii (1988-89, 1992-93 i 1995-96), Teramo (1990-91), Chieti (1991-92), Modeny (1993-94), Cremonese (1994-95), Parmy (1996-99), Fiorentiny (1999–2002), S.S. Lazio (2002-03), AC Siena (2003-08). Z reprezentacją Włoch grał na Euro 1996, a potem w ostatniej chwili wszedł do składu ‘Squadra Azzurra’ na Mistrzostwa Świata 1998, zmieniając kontuzjowanego Fabrizio Ravanelliego.
Na swoją pozycję we włoskim futbolu zapracował głównie w sezonie 1995-96, kiedy reprezentował barwy Sampdorii, w której zastąpił Roberto Manciniego, strzelając 22 gole w 27 spotkaniach. Dobrą postawą zapracował sobie na transfer do AC Parmy i od tej pory Chiesa stał się jednym z najlepszych napastników w historii włoskiej piłki nożnej (kiedy nie był kontuzjowany lub nie miał zniżki formy). W Parmie Chiesa stworzył duet z argentyńskim napastnikiem Hernánem Crespo. Ten duet zapewniał 10-15 bramek na głowę w sezonie.
W roku 1999 Chiesa przeszedł do Fiorentiny, drużyny rozwijającej się i chętnej inwestować w dobrych zawodników, co było niezbędne, aby zatrzymać w klubie ówczesnego kapitana i gwiazdę – Gabriela Batistutę. W pierwszym sezonie w barwach ‘Violi’ Chiesa grał, co prawda, regularnie, ale musiał walczyć o miejsce w pierwszym składzie między innymi z samym Predragiem Mijatoviciem, poza tym miał co jakiś czas obniżki formy, więc jego dorobek strzelecki w tym sezonie zamknął się na 6 golach.
W następnym sezonie (2000-01) Batistuta przeniósł się do AS Roma, jednak Fiorentiną wstrząsały plagi kontuzji i kłopoty finansowe, więc Chiesa miał pewne miejsce w podstawowym składzie. Prezentował wtedy dobrą formę, poza tym omijały go kontuzje, więc w 30 meczach zdobył 22 gole, kończąc sezon w czołowej piątce najlepszych strzelców ligi. W barwach Fiorentiny grał w europejskich pucharach przeciwko Widzewowi Łódź, wpisując się na listę strzelców.
W 2002 roku przeniósł się do stołecznego Lazio. Tam wytrzymał jednak tylko sezon, po czym podpisał kontrakt z AC Siena. Dla zespołu tego rozegrał łącznie 129 ligowych spotkań i strzelił 32 bramki. Latem 2008 roku Chiesa odszedł do grającego w Serie C2 ASD Figline, a w 2010 roku został jego trenerem.